# 유키카제 (가게로급 구축함)
유키카제(雪風)는 일본 제국 해군의 구축함이고 카게로급 구축함의 8번함이었다. 일본해군 사이에서는 "유키카제와 출격하면 살아남는다" 라는 평가를 받음과 동시에 "유키카제와 출격하면 살아남지 못한다"라는 평가도 받았다.

## 초창기 시절
유키카제는 1939년 3월 24일에 진수, 1940년 1월 20일에 사세보 해군공창에서 준공했다. 개전직전에는 토키츠카제, 하츠카제, 아마츠카제와 함께 제16구축대를 구성했고 유키카제는 구축대 사령함이었다. 제16구축대, 제24구축대와 함께 경순양함 나가라를 기함으로 하는 제4급습대를 형성했다.

## 주요 참전이력
- 메나도, 암본, 티모르 공략
- 수라바야 해전
- 미드웨이 해전
- 솔로몬 해전
- 과달카날 철수작전
- 콜롬방가라 해전
- 마리아나 해전
- 레이테만 전투
- 텐고 작전(야마토함이 격침된 전투)

## 종전후 시절
1946년 12월 30일 유키카제는 전쟁배상함으로서 중화민국에 양도가 결정되었다. 1947년 7월 6일 중화민국에 인도되어 단양(丹陽)DD-12로 개명되었다. 1965년 12월 16일에 퇴역, 1966년 11월 16일부로 제적되었다.
훈련함으로 취역했지만 1969년 여름에 폭풍우로 인해 함저가 파손, 함령 29년으로 해체처분되었다. 1971년 12월 31일에 모두 해체되었다.

## 참고자료
- 아시아역사자료 연구센터(공식) (방위성방위연구소)
- 나가토미 에이지로 《구축함 유키카제 자랑스러운 불침함의 생애》초반(1972년), 신판(1980년)
- 토요타 죠 《유키카제는 가라앉지 않는다 강운구축함 영광의 생애》코진샤 (1993년), 신장판(2004년)
- 미야가와 쇼 외 《증언 쇼와의 전기 리바이벌전기 콜렉션 분노를 담아 절망의 바다를 건너라》코진샤 (1990년)
- 다구치 야스우(유키카제 항해장, 포술장) 《사랑스러운 유키카제 우리의 잊을 수 없는 구축함 바다의 진검승부에서 이긴 예항의 무훈함 기록》
- 구축함 유키카제 수기편집위원회 《격동의 쇼와 세계기적의 구축함 유키카제》 구축함 유키카제 수기간행회(1999년)
- 사이토 잇코 《한 해군사관의 태평양전쟁 등신대로 이야기하는 전쟁의 진실》 코분켄 (2001년)
- 이케다 세이, 노무라 미노루 외 근현대사 편찬회 편 《해군함대근무》 신인물왕래사 (2001년)
- 타츠이시 유우 《기적의 구축함 유키카제 태평양전쟁에서 싸우고 살아남은 불침의 기적》 PHP문고 (2009년)